# Rhagonycha peteri
Rhagonycha peteri es una especie de coleóptero de la familia Cantharidae.

## Distribución geográfica
Habita en Turkmenistán.